# Vincenzo Ceci
Vincenzo Ceci (ur. 21 kwietnia 1964 w Ascoli Piceno) – włoski kolarz torowy, brązowy medalista mistrzostw świata.

## Kariera
Największy sukces w karierze Vincenzo Ceci osiągnął w 1984 roku, kiedy wspólnie z Gabriele Sellą zdobył brązowy medal w wyścigu tandemów na mistrzostwach świata w Barcelonie. W zawodach tych Włosi ulegli tylko duetom Frank Weber i Hans-Jürgen Greil z RFN oraz Philippe Vernet i Franck Dépine z Francji. Był to jedyny medal wywalczony przez Cecciego na międzynarodowej imprezie tej rangi. Wystąpił w sprincie indywidualnym na igrzyskach olimpijskich w Los Angeles w 1984 roku, gdzie rywalizację zakończył już w eliminacjach.